# Плазів (гміна)
Ґміна Плазув (пол. Gmina Płazów) — колишня (1934—1939 рр.) сільська ґміна Любачівського повіту Львівського воєводства Польської республіки (1918—1939) рр. Центром ґміни було село Плазів.

1 серпня 1934 р. було створено об'єднану сільську ґміну Плазув у Любачівському повіті. До неї увійшли сільські громади: Гораєць, Гута Рожанецька, Жуків, Плазів, Руда Рожанецька і Фрайфельд.

У середині вересня 1939 року німці окупували територію ґміни, але вже 26 вересня 1939 року мусіли відступити, оскільки за пактом Ріббентропа-Молотова належала до радянської зони впливу. Однак Сталін обміняв Закерзоння на Литву і на початку жовтня СРСР передав німцям територію ґміни за винятком села Гораєць, яке опинилось відрізане кордоном. В червні 1941, з початком Радянсько-німецької війни, територія знову повністю була окупована німцями. В липні 1944 року радянські війська оволоділи цією територією.
У жовтні 1944 року західні райони Львівської області віддані Польщі, а українське населення в 1944-1947 рр. вивезено до СРСР та на понімецькі землі.